# SHINE (12012の曲)
SHINEは、日本のヴィジュアル系バンド、12012の2ndシングル。2007年10月17日にリリース。

## 作品情報
- 前作「CYCLONE」から4ヶ月ぶりのシングル。
- 数十曲の候補の中から選抜する形で制作されている。
- 「SHINE」は後日発売されたアルバム『DIAMOND』にリマスタリング音源として収録された。
- 今作の作詞は全て宮脇渉が手掛けている。
- キャッチコピーは「真実はいつも心の中で、優しく輝いている」。

## 収録曲

### 初回盤A
1. SHINE（作詞：宮脇渉 作曲：塩谷朋之）
2. innocent sight（作詞：宮脇渉 作曲：酒井洋明）

### 初回盤B
1. SHINE（作詞：宮脇渉 作曲：塩谷朋之）
2. innocent sight（作詞：宮脇渉 作曲：酒井洋明）
3. How about truth...?（作詞：宮脇渉 作曲：酒井洋明）

### 通常盤
1. SHINE（作詞：宮脇渉 作曲：塩谷朋之）
2. innocent sight（作詞：宮脇渉 作曲：酒井洋明）
3. breaking the modern society（作詞・作曲：宮脇渉）

## 収録内容

### CD
SHINE
- テーマは「輝き」と「真実」。
- PVの冒頭に表示されるアーティスト名に12012のロゴが表示されなくなった最初の作品。

innocent sight
- 「SHINE」全タイプに収録されている。

How about truth...?
- 歌詞は全て英語。
- 「SHINE」の初回盤Bのみに収録されている。

breaking the modern society
- 歌詞は全ては英語。
- 「SHINE」の通常盤のみに収録されている。

### DVD PV“SHINE”
- 初回盤Aに付録され、PV“SHINE”が収録されている。